# 出羽国の式内社一覧
出羽国の式内社一覧（でわのくにのしきないしゃいちらん）は、『延喜式』第9巻・第10巻「神名帳上下」（延喜式神名帳）に記載のある神社、いわゆる「式内社」およびその論社のうち、出羽国に分類されている神社の一覧。
また『延喜式』神名帳の編纂当時に存在したが同帳に記載の無い神社、いわゆる「式外社」についても付記する。

## 式内社
『延喜式』神名帳では、大社2座2社（いずれも名神大社）・小社7座7社の計9座9社を記載。
1）「神名帳」列は、『延喜式 上巻』（大岡山書店、昭和4年、国立国会図書館デジタルコレクション）等における『延喜式』神名帳の記載を基に作成。社名表記は神社史料集成（5を参照）における字体（異体字がある場合には新字体・通用性の高い字体を使用）を基準とした。読みの「-」部分は、「神社」以外で仮名が振られていない部分。「○座」は座数を表し、一座の場合は記載していない。

2）格の「名神大」は名神大社を、「大」は式内大社（名神大社除く）を、「小」は式内小社を意味する。付記は社名とともに記されているもので、一部は「式内社#式内社の社格」を参照。

3）比定社が複数ある場合、最も有力なものを無冠で示し、他の論社には「（論）」を冠した。

4）本来の式内社とは認めがたいものの、式内社を合祀したなどその後継を主張するもの、その他参考の神社には「（参）」を冠した。

| 神名帳                     | 神名帳         | 神名帳 | 神名帳             | 比定社                       | 比定社                         | 比定社     | 集成 |
| 社名                       | 読み           | 格     | 付記               | 社名                         | 所在地                         | 備考       | 集成 |
| -------------------------- | -------------- | ------ | ------------------ | ---------------------------- | ------------------------------ | ---------- | ---- |
| 飽海郡 3座（大2座・小1座） |                |        |                    |                              |                                |            |      |
| 大物忌神社                 | オホモノイミノ | 名神大 |                    | 鳥海山大物忌神社             | 山形県飽海郡遊佐町             | 出羽国一宮 |      |
| 小物忌神社                 | ヲモノイミノ   | 小     |                    | （論）小物忌神社             | 山形県酒田市山楯               | 出羽国三宮 |      |
| 小物忌神社                 | ヲモノイミノ   | 小     | （論）小物忌神社   | 山形県酒田市飛島             |                                |            |      |
| 小物忌神社                 | ヲモノイミノ   | 小     | （論）飛澤神社     | 山形県酒田市麓               |                                |            |      |
| 小物忌神社                 | ヲモノイミノ   | 小     | （論）劔龍神社     | 山形県飽海郡遊佐町当山       |                                |            |      |
| 小物忌神社                 | ヲモノイミノ   | 小     | （論）椙尾神社     | 山形県鶴岡市馬町             |                                |            |      |
| 月山神社                   | ツキヤマ       | 名神大 |                    | 鳥海山大物忌神社             | 山形県飽海郡遊佐町             | 出羽国一宮 |      |
| 月山神社                   | ツキヤマ       | 名神大 | （論）月山神社本宮 | 山形県東田川郡庄内町立谷澤   |                                |            |      |
| 田川郡 3座（並小）         |                |        |                    |                              |                                |            |      |
| 遠賀神社                   | ヲカノ         | 小     |                    | （論）遠賀神社               | 山形県鶴岡市井岡字和田         |            |      |
| 遠賀神社                   | ヲカノ         | 小     | （論）遠賀神社     | 山形県鶴岡市遠賀原字高間々   |                                |            |      |
| 遠賀神社                   | ヲカノ         | 小     | （論）遠賀神社     | 山形県鶴岡市外内島字明神川原 |                                |            |      |
| 由豆佐売神社               | ユツサヒメノ   | 小     |                    | 由豆佐売神社                 | 山形県鶴岡市湯田川字岩清水     |            |      |
| 伊弖波神社                 | イテハノ       | 小     |                    | 出羽神社(三神合祭殿)         | 山形県鶴岡市羽黒町手向字羽黒山 |            |      |
| 平鹿郡 2座（並小）         |                |        |                    |                              |                                |            |      |
| 塩湯彦神社                 | シホユヒコノ   | 小     |                    | 塩湯彦神社                   | 秋田県横手市山内大松川         |            |      |
| 波宇志別神社               | ハウシワケノ   | 小     |                    | 保呂羽山波宇志別神社         | 秋田県横手市大森町八沢木       |            |      |
| 山本郡 1座（小）           |                |        |                    |                              |                                |            |      |
| 副川神社                   | ソヒカハノ     | 小     |                    | 嶽六所神社                   | 秋田県大仙市神宮寺             | [ 脚注 1 ] |      |
| 副川神社                   | ソヒカハノ     | 小     | （論）副川神社     | 秋田県南秋田郡八郎潟町浦大町 |                                | [ 脚注 1 ] |      |

## 式外社
『延喜式』神名帳の編纂当時に存在したが、同帳に記載の無い神社。
- 城輪神社:『日本三代実録卷第十』「城輪神」とされる[脚注 2]。
- 古四王神社:『日本三代実録卷第十』「高泉神」とされる[脚注 2]。